# 伊藤昌壽
伊藤 昌寿（いとう よしかず、1925年1月18日 - 2006年2月18日）は、日本の経営者、工学博士。兵庫県神戸市出身。

## 経歴
1948年に京都大学農学部農林化学科を卒業し、同年に東洋レーヨン(のちの東レ)に入社。
1970年11月に田代茂樹会長の抜擢により、取締役に就任し、1973年11月に常務、1978年6月に副社長を経て、1981年1月に社長に就任した。1987年4月に会長に就任し、1995年6月から相談役に就任した。
日本化学会会長なども歴任。
2006年2月18日心不全のために死去。81歳没。

## 栄誉
- 科学技術功労賞表彰(1963年)
- 紫綬褒章(1976年)
- フランス・デュ・メリット勲章(1984年)
- 勲二等旭日重光章(1986年)
- ベルギー・コマンドール王冠勲章(1988年)